# 中国科学院大学物理科学学院
中国科学院大学物理科学学院是2012年中国科学院大学成立后与中国科学院物理研究所联合组建成立。原名中国科学院研究生院物理科学学院，前身是物理系，是原中科院研究生院较大的一个系。

## 主要专业
- 理论物理
- 等离子体物理
- 凝聚态物理
- 光学

## 历任院长
1. 第一任　2007年至2012年　院长：王玉鹏
2. 第一任　2012年至今　院长：高鸿钧

## 校友
- 胡海昌
- 彭桓武
- 谈镐生
- 王守武
- 黄昆